# Monumento Natural Bosques Petrificados

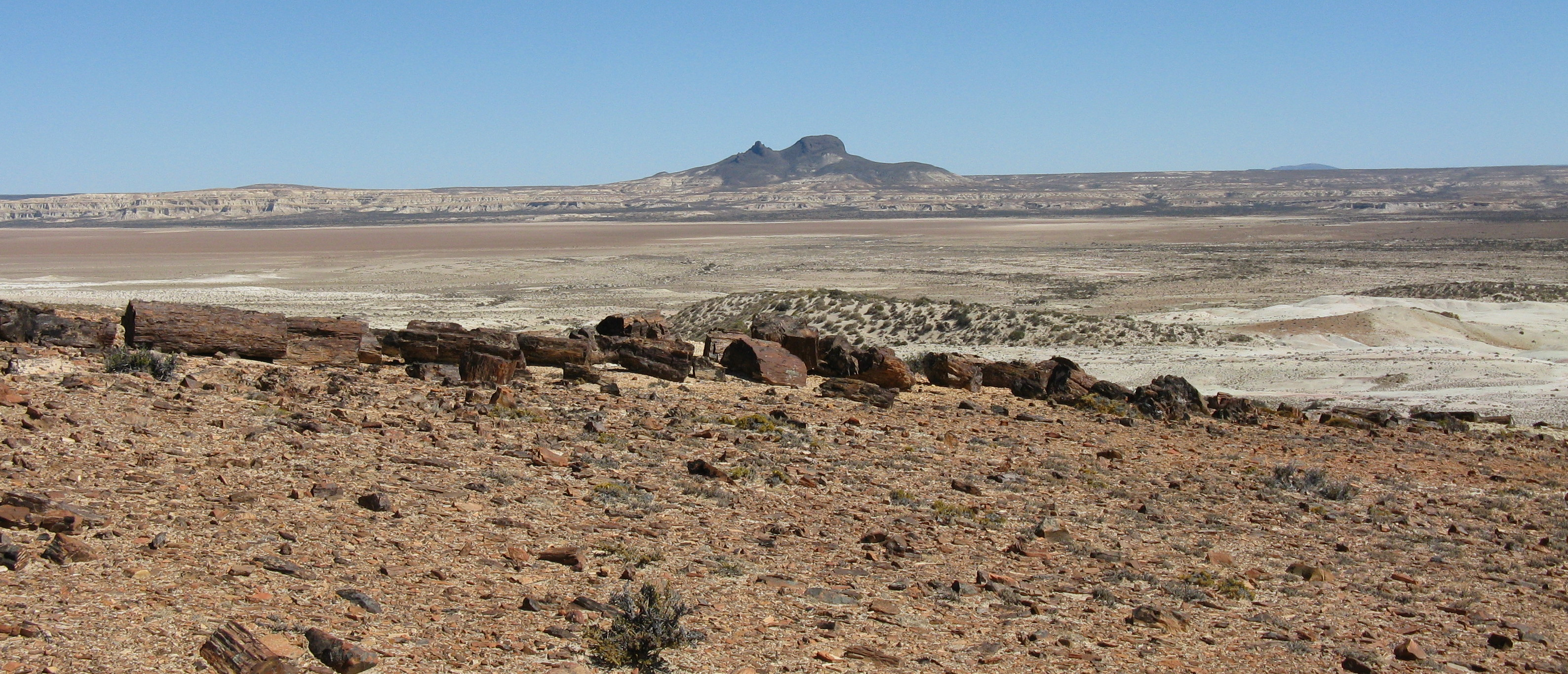
Cerros Madre e Hija, bosque petrificado jaramillo, Santa Cruz, Argentina.

O Monumento Natural Bosques Petrificados, localizado na província de Santa Cruz, foi criado, em 1954, pelo Estado argentino com o fim de preservar bosques patagônicos que passam por processo de petrificação.

## Flora
A flora é rala, capacitada para viver em condições ambientais rigorosas. Vegetais de muitas variações adotam formas compactas e semicirculares, formas típicas da estepe patagônica. Com este aspecto é fácil observar na zona desde cactáceas de grandes flores alaranjadas, além de vários tipos de margaridas nas cores amarela e branca-rosada. Também crescem arbustos, alguns com frutos comestíveis.

## Fauna
A fauna é abundante devido a permanente vigilância dos guardas. Protegida de possíveis agressões, a fauna adotou condutas não evasivas; deixam-se apreciar com facilidade nas imediações das araucárias petrificadas. Pode-se observar pequenas manadas de guanacos conformados por um macho com harém de fêmeas e suas crias, assim como alguns lobos cinzas. Há muitas aves e lagartixas.